# Йост Трир
Йост Трир (на немски: Jost Trier) е германски езиковед, професор във Вестфалския университет в Мюнстер.

## Биография
Роден е на 15 декември 1894 г. в Шлиц, Велико херцогство Хесен в семейството на лекар.
През 1931 г. публикува труда си „Der deutsche Wortschatz im Sinnbezirk des Verstandes. Die Geschichte eines sprachlichen Feldes“, в който развива своята теория за езиковото поле. От 1932 г. е професор във Вестфалския университет в Мюнстер. След идването на нацистите на власт, през 1933 г. той става член на Националсоциалистическата германска работническа партия. Използва в изследванията си понятия на нацистката идеология като „народностно тяло“ (на немски: Volkskörper) и „народностна общност“ (на немски: Volksgemeinschaft).
Между 1935 и 1937 г. е декан на Философския факултет на университета в Мюнстер. От 1939 г. е член на Академията на науките в Гьотинген.
През учебната 1956 – 1957 година е ректор на университета в Мюнстер. През 1964 г. е един от основателите на Института за немски език в Манхайм.
През 1968 г. Трир е отличен с престижната награда „Конрад Дуден“.
Умира на 15 септември 1970 г. в Бад Залцуфлен, Северен Рейн-Вестфалия.